# Köping–Hults Järnväg
| Straight track |

| Straight track | Transverse water |  |  |

| Straight track | Non-passenger head stop |  |  |

| One way leftward | Unknown BSicon "ABZg+r" |  |  |

|  | Station on track |

|  | Unknown BSicon "eBHF" |

|  | Station on track |

|  | Unknown BSicon "eBHF" |

|  | Unknown BSicon "eBHF" |

|  | Unknown BSicon "eBHF" |

|  | Unknown BSicon "eBHF" |

|  | Unknown BSicon "eBHF" |

|  | Unknown BSicon "ABZg+r" |

|  | Junction both to and from right |

|  | Station on track |

|  | Unknown BSicon "eHST" |

|  | Unknown BSicon "eHST" |

|  | Unknown BSicon "eABZg+r" |

|  | Unknown BSicon "eBHF" |

|  | Unknown BSicon "eBHF" |

|  | Unknown BSicon "eHST" |

|  | Unknown BSicon "eBHF" |

|  | Unknown BSicon "eHST" |

|  | Unknown BSicon "eHST" |

|  | Unknown BSicon "eHST" |

|  | Unknown BSicon "ABZgl" | Unknown BSicon "KBSTeq" | Water |

|  | Station on track |

|  | Unknown BSicon "exLSTR" + One way leftward | Unknown BSicon "STR+r" |  |

|  | Unknown BSicon "exLSTR" | Straight track |  |

|  | Unknown BSicon "exLSTR" |

|  | Unknown BSicon "exLSTR" |

|  | Unknown BSicon "exLSTR" |

|  | Unknown BSicon "exLSTR" |

|  | Unknown BSicon "exLSTR" |

|  | Unknown BSicon "exLSTR" |

|  | Unknown BSicon "exLSTR" |

|  | Unknown BSicon "exABZLg+l" |

|  | Unknown BSicon "exLBHF" |

|  | Unknown BSicon "exLSTR" |

| Unknown BSicon "LBHF" | Unknown BSicon "exLBHF" |  |  |

| Unknown BSicon "PSL" | Unknown BSicon "exLSTR" |  |  |

| Unknown BSicon "LCONTf" | Unknown BSicon "exLSTR" |  |  |

|  | Unknown BSicon "exLKDSTe" |

|  | Transverse water |

| Straight track |

| Straight track | Transverse water |  |  |

| Straight track | Non-passenger head stop |  |  |

| One way leftward | Unknown BSicon "ABZg+r" |  |  |

|  | Station on track |

|  | Unknown BSicon "eBHF" |

|  | Station on track |

|  | Unknown BSicon "eBHF" |

|  | Unknown BSicon "eBHF" |

|  | Unknown BSicon "eBHF" |

|  | Unknown BSicon "eBHF" |

|  | Unknown BSicon "eBHF" |

|  | Unknown BSicon "ABZg+r" |

|  | Junction both to and from right |

|  | Station on track |

|  | Unknown BSicon "eHST" |

|  | Unknown BSicon "eHST" |

|  | Unknown BSicon "eABZg+r" |

|  | Unknown BSicon "eBHF" |

|  | Unknown BSicon "eBHF" |

|  | Unknown BSicon "eHST" |

|  | Unknown BSicon "eBHF" |

|  | Unknown BSicon "eHST" |

|  | Unknown BSicon "eHST" |

|  | Unknown BSicon "eHST" |

|  | Unknown BSicon "ABZgl" | Unknown BSicon "KBSTeq" | Water |

|  | Station on track |

|  | Unknown BSicon "exLSTR" + One way leftward | Unknown BSicon "STR+r" |  |

|  | Unknown BSicon "exLSTR" | Straight track |  |

|  | Unknown BSicon "exLSTR" |

|  | Unknown BSicon "exLSTR" |

|  | Unknown BSicon "exLSTR" |

|  | Unknown BSicon "exLSTR" |

|  | Unknown BSicon "exLSTR" |

|  | Unknown BSicon "exLSTR" |

|  | Unknown BSicon "exLSTR" |

|  | Unknown BSicon "exABZLg+l" |

|  | Unknown BSicon "exLBHF" |

|  | Unknown BSicon "exLSTR" |

| Unknown BSicon "LBHF" | Unknown BSicon "exLBHF" |  |  |

| Unknown BSicon "PSL" | Unknown BSicon "exLSTR" |  |  |

| Unknown BSicon "LCONTf" | Unknown BSicon "exLSTR" |  |  |

|  | Unknown BSicon "exLKDSTe" |

|  | Transverse water |

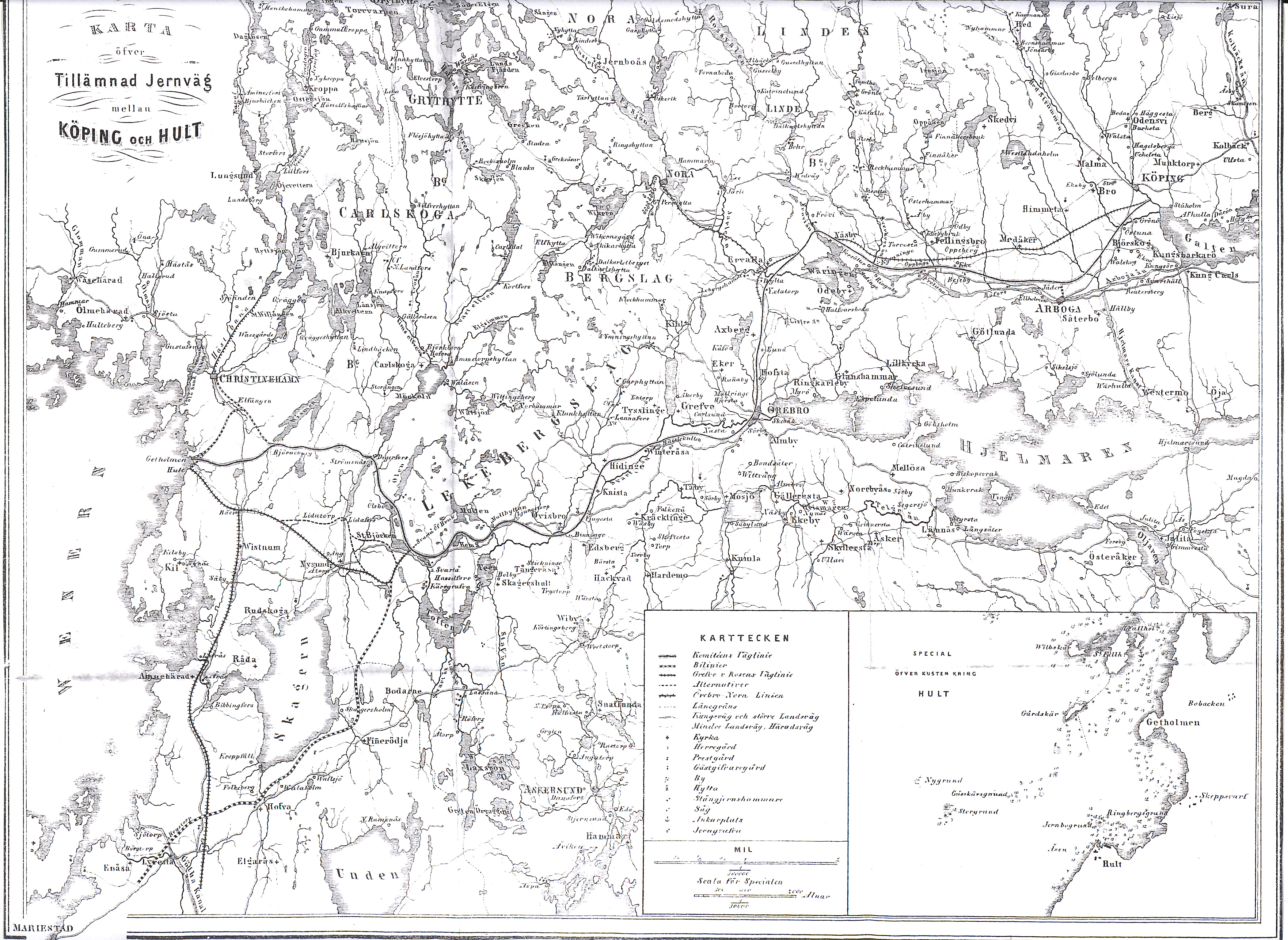
Karta över den planerade järnvägen mellan Köping och Hult.

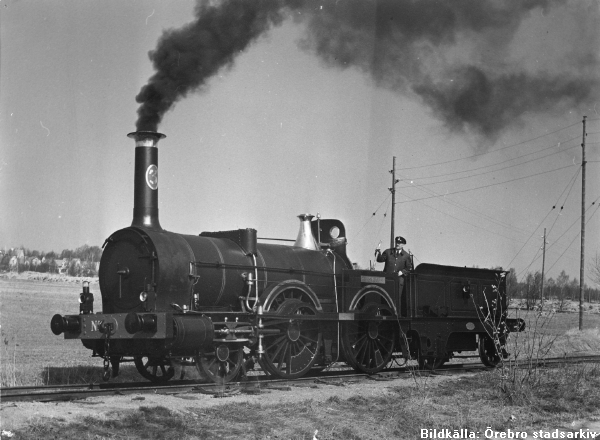
Lokomotivet Prins August vid Köping–Hultsbanans 100-årsjubileum 1956

Köping–Hults järnväg (KHJ) var Sveriges första järnväg med lokomotivdrift. Den var också den första järnvägssträckan och järnvägsbolag i Sverige som behandlats av riksdagen.

## Förhistoria
Redan 1845 hade majoren vid Flottans mekaniska kår greve Adolf Eugène von Rosen fått rätt att under tjugo års tid anlägga järnvägar i Sverige. Tanken var att med bland annat engelskt kapital bygga järnvägslinjer. Då detta misslyckades vände han sig 1848 till riksdagen för att få statsstöd för anläggandet av en järnväg från Örebro till Hult, som var en lasthamn vid Vänern. Tanken var att skapa en förbindelse mellan Stockholm och Göteborg, som skulle gå via Mälaren samt den nya järnvägslinjen till Vänern och sedan från Vänersborg genom Trollhätte kanal, ner till Göteborg.
Vid denna tid var det snabbaste sättet att resa Stockholm–Göteborg att ta ångbåt Stockholm–Örebro via Hjälmare kanal, hästskjuts till Hult (eller Kristinehamn) och sedan ångbåt till Göteborg. Det tog runt tre dagar. En järnväg Örebro–Hult skulle spara tid, och ännu mer en järnväg Köping–Hult. Köping ligger vid Mälaren. Ångbåtar var 1845 en nymodighet som gjorde resor betydligt snabbare än innan. Ännu snabbare resor såg man inte samma behov av, så 1845 var tiden inte mogen för en hel järnväg Stockholm–Göteborg. 1856 hade det ändrats.
Trots hårt motstånd från bondeståndet och en del från borgarståndet, beviljades bidrag. 1852 bildades Kongl. Svenska aktiebolaget för järnvägen Örebro–Hult.
För bandelen efter Svartå fanns alternativa sträckningar:
1. Över Åtorp till Hult
2. Till Mariestad
3. Över Lidefors till Hult (kortaste vägen till Vänern)
4. Över Degerfors till Hult och Vänern (kommitténs förslag)

Ett alternativ till slutstation, istället för Hult, var Kristinehamn.
Linjen kom aldrig att byggas fram till Hult eller någon av de andra slutstationerna vid Vänern, utan den kom att sluta i Örebro. Anledningen var att Köping–Hult-järnvägen på grund av förseningar i byggnationen blev omsprungen av Västra stambanan, som stod klar 1862. Örebro–Svartå järnväg, som invigdes 1897, kom dock till stor del att betjäna samma sträcka fram till Svartå, som Köping–Hults järnväg skulle ha gjort. Dessutom byggde staten Nordvästra stambanan som förband Västra stambanan (och därmed indirekt Örebro) med Norge och hade stationer i Kristinehamn och Karlstad (båda vid Vänern) som öppnades 1866. Den drogs via Degerfors.

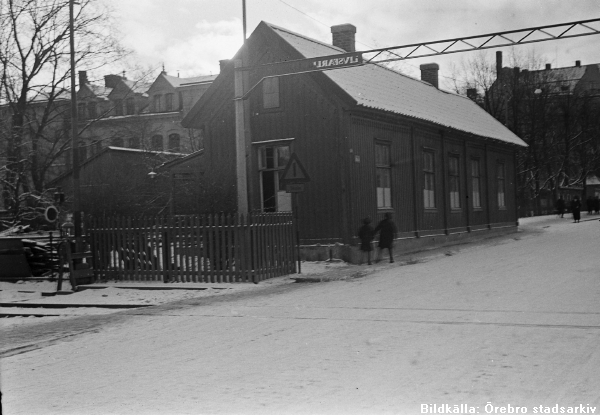
Köping–Hults järnvägs expeditionshus, beläget vid Storgatan 30, år 1937. Byggnaden revs samma år.

## 1. Bibanan Örebro–Skebäck
Eftersom Örebro stad hade bidragit med fri tomtmark, påbörjades anläggningsarbetet med bibanan mellan Örebro och Skebäcks hamn vid Svartån, som från Skebäck är fritt segelbar ut på Hjälmaren. Bibanan är belägen norr om Svartån och ske inte förväxlas med Örebro–Skebäcks järnväg som invigdes först 1901, och som går söder om Svartån.

## 2. Bandelen Örebro–Ervalla
Arbetet med sträckan Örebro–Ervalla blev klart den 5 mars 1856. Den officiella invigningen skedde den 5 juni samma år. Samtidigt invigdes den av bergsmännen i Nora anlagda banan Nora–Ervalla järnväg (idag Nora Bergslags Veteran-Jernväg). Strax före invigningen blev det känt att den engelska järnvägsstyrelsens ordförande, John Sadlier, begått självmord, efter att ha förskingrat stora summor pengar, däribland sex miljoner kronor av Köping–Hults-bolagets medel. Detta kom att verka betungande på hela företagets ekonomi, och försenade vidare utbyggnader, trots att bolaget i sig gick bra.

## 3. Bandelen Ervalla–Arboga
Sträckan mellan Ervalla och Arboga blev klar året därpå. Därmed kunde hela sträckan Örebro–Arboga invigas. Detta skedde i Arboga lördagen den 29 augusti 1857. Prins August anlände till Arboga med tåget från Örebro, medan kronprins Carl, prins Oscar, de fyra ståndens talmän, statsutskottets ledamöter och tjugo ledamöter från varje stånd anlände med ångfartyget Arboga. Arboga kan nås av mindre ångbåtar från Mälaren via Arbogaån.
Den 1 augusti 1862 knöts KHJ till den nyanlagda Västra stambanan, via Statsbanan Hallsberg–Örebro.

## 4. Bandelen Arboga–Köping
Först tio år senare, den 1 oktober 1867, stod järnvägen från Arboga till Köping klar. I slutet av år 1875 sammanknöts Köping med Stockholm–Västerås–Bergslagens järnvägar.

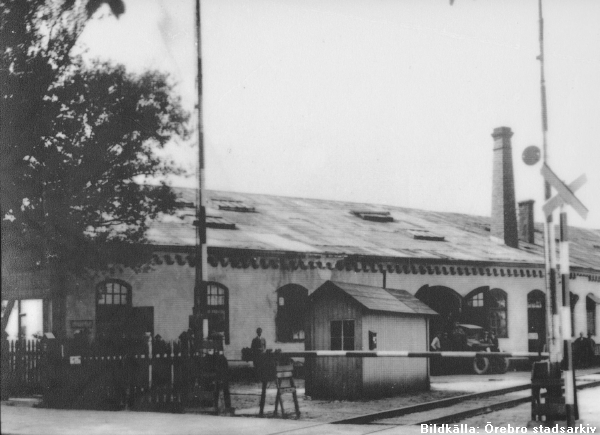
Verkstäder för Köping–Hults järnväg, belägna vid Storgatan 25 i Örebro, uppförda 1853–55. Bilden tagen på 1930-talet. Gatan bakom huset heter numer Köping–Hultsgatan.

## Fortsättningen
1881 förklarade sig bolaget avstå från utförandet av linjen Örebro–Hult. Örebro–Köpings järnvägsaktiebolag (ÖKJ) övertog 1 november 1897 verksamheten från Köping–Hults järnväg. Detta bolag ägdes av Trafikaktiebolaget Grängesberg-Oxelösund (TGO). Staten köpte sträckan Örebro–Frövi den 1 januari 1900. I samband med detta byggdes ett triangelspår mellan Vanneboda och Röjen, för att malmtågen från Grängesberg inte skulle behöva omrangeras i Frövi, utan kunna gå direkt vidare på ÖKJ:s bana mot Köping. Från och med år 1900 bestod ÖKJ endast av sträckan Frövi–Köping. Denna sträcka kom att bli en del av Trafikaktiebolaget Grängesberg–Oxelösunds järnvägar (TGOJ).